# Чокто-Лейк (Огайо)
Чокто-Лейк (англ. Choctaw Lake) — переписна місцевість (CDP) в США, в окрузі Медісон штату Огайо. Населення — 2047 осіб (2020).

## Географія
Чокто-Лейк розташоване за координатами 39°57′33″ пн. ш. 83°29′19″ зх. д. / 39.95917° пн. ш. 83.48861° зх. д. (39.959079, -83.488476).  За даними Бюро перепису населення США в 2010 році переписна місцевість мала площу 3,13 км², з яких 2,13 км² — суходіл та 1,00 км² — водойми.

## Демографія
Згідно з переписом 2010 року, у переписній місцевості мешкало 1546 осіб у 587 домогосподарствах у складі 483 родин. Густота населення становила 493 особи/км².  Було 667 помешкань (213/км²).
Расовий склад населення:
| - 97,9 % — білих - 0,8 % — чорних або афроамериканців - 0,4 % — азіатів - 0,1 % — корінних американців |

До двох чи більше рас належало 0,8 %. Частка іспаномовних становила 1,0 % від усіх жителів.
За віковим діапазоном населення розподілялося таким чином: 22,2 % — особи молодші 18 років, 66,9 % — особи у віці 18—64 років, 10,9 % — особи у віці 65 років та старші. Медіана віку мешканця становила 44,8 року. На 100 осіб жіночої статі у переписній місцевості припадало 98,0 чоловіків;  на 100 жінок у віці від 18 років та старших — 98,8 чоловіків також старших 18 років.
Середній дохід на одне домашнє господарство  становив 125 721 долар США (медіана — 111 548), а середній дохід на одну сім'ю — 128 161 долар (медіана — 111 369). За межею бідності перебувало 3,6 % осіб, у тому числі 7,0 % дітей у віці до 18 років та 0,0 % осіб у віці 65 років та старших.
Цивільне працевлаштоване населення становило 882 особи. Основні галузі зайнятості: виробництво — 21,3 %, освіта, охорона здоров'я та соціальна допомога — 16,0 %, науковці, спеціалісти, менеджери — 13,4 %, фінанси, страхування та нерухомість — 11,6 %.